# Otakar Schindler
Otakar Schindler (3. prosince 1923 Stará Plesná – 22. října 1998 Berlín) byl český malíř, scénograf a sochař.

## Kariéra
Po skončení druhé světové války založil v Ostravě amatérské divadlo Kytice, z něhož se v roce 1955 stala profesionální scéna Divadlo Petra Bezruče. V roce 1959 sem přišla skupina absolventů pražské Divadelní fakulty Akademie múzických umění v čele s režisérem Janem Kačerem. Schindler se časem vypracoval a byl najímán jako uznávaný scénograf divadly nejen v Ostravě, ale také v Brně, Chebu, Liberci, Plzni či Praze. V roce 1975 se natrvalo přestěhoval do Prahy, kde v Realistickém divadle vytvořil úspěšný tým s režisérem Lubošem Pistoriem. Kromě scénografie se zabýval také malbou.

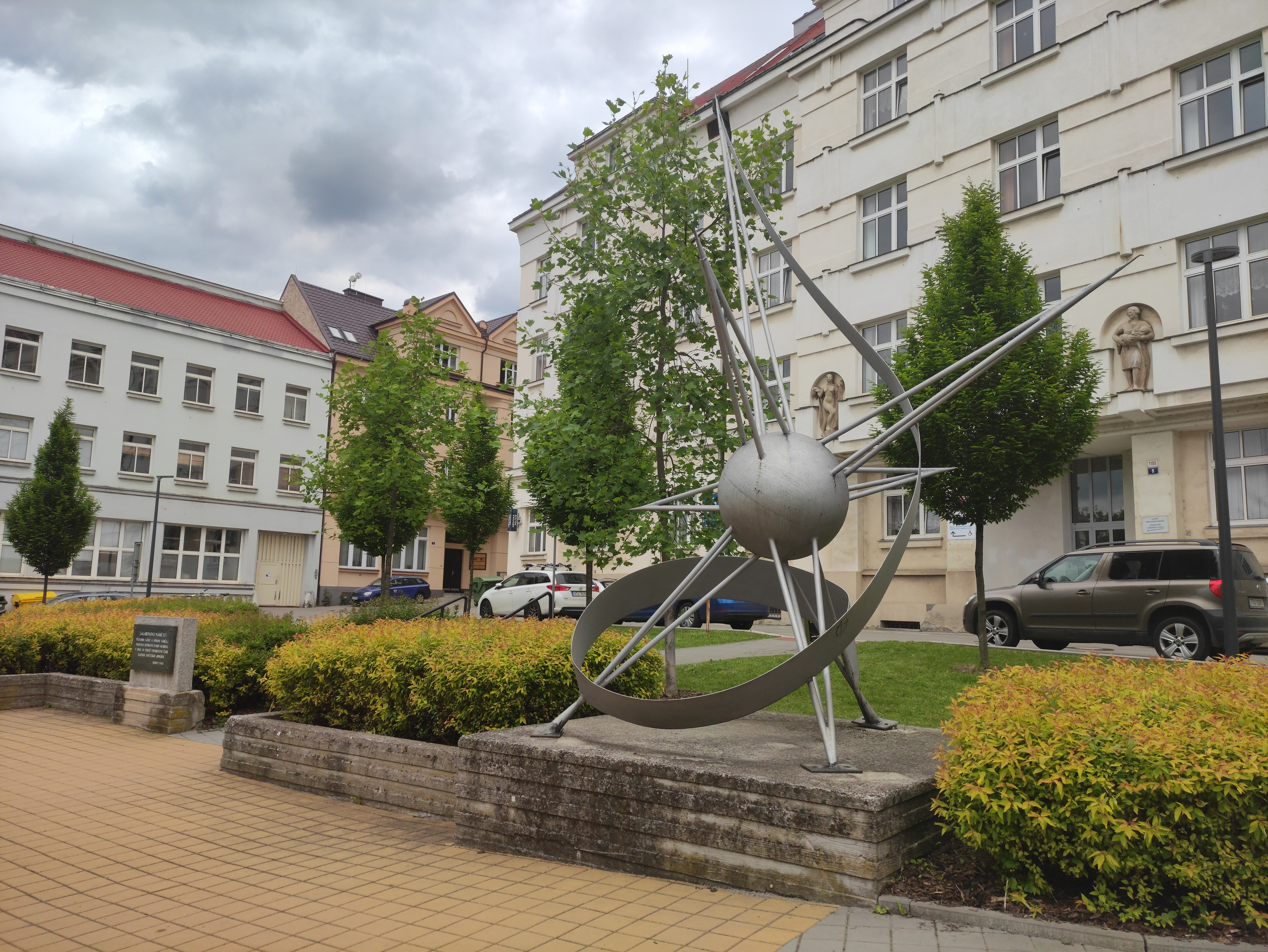
Let do vesmíru - Náměstí Jurije Gagarina v Ostravě

## Další informace
Kovová socha "Let do vesmíru" vytvořená podle návrhu Otakara Schindlera je umístěna na Náměstí Jurije Gagarina v Ostravě. V Ostravě a v Novém Jičíně jsou instalované také další díla Otakara Schindlera.